# Doboka község
Doboka község (románul: Comuna Dăbâca) község Kolozs megyében, Romániában. Központja Doboka, beosztott falvai Kendilóna és Poklostelke.

## Fekvése
A megye északnyugati részén, a Lóna-patak völgyében helyezkedik el Kolozsvártól 40, Szamosújvártól 30 kilométer távolságra. A  DJ 161-es megyei út halad át rajta.

## Népessége
A 2011-es népszámlálás adatai alapján a község népessége 1543 fő volt, csökkenve a 2002-ben feljegyzett 1804 főhöz képest. A lakosság többsége román (81,34%), emellett a községben élnek magyarok (6,87%) és romák (6,42%) is. A vallási hovatartozást illetően a lakosság többnyire ortodox (77,38%), de jelen vannak a faluban a reformátusok (6,35%), görögkatolikusok (5,96%), pünkösdisták (2,59%) és Jehova Tanúi (1,1%).

## Nevezetességei
A községből az alábbi épületek szerepelnek a romániai műemlékek jegyzékében:
- a dobokai vár (LMI-kódja CJ-I-s-A-07027)
- a dobokai Rhédey-kúria (CJ-II-m-B-07588)
- a dobokai református templom (CJ-II-m-B-07589)
- a kendilónai Teleki-kastély (CJ-II-a-B-07692)
- a kendilónai református templom (CJ-II-a-B-07693)